# Tournoi pré-olympique de la CONMEBOL 1984
Navigation
Moscou 1980 Séoul 1988
Le tournoi pré-olympique de la CONMEBOL 1984 a eu pour but de désigner les 2 nations qualifiées au sein de la zone Amérique du Sud pour participer au tournoi final de football, disputé lors des Jeux olympiques de Los Angeles en 1984,.
Le tournoi pré-olympique sud-américain s'est déroulé du 8 au 21 février 1984 à Guayaquil en Équateur. Les huit nations participantes ont été versées dans deux poules de quatre équipes. Les deux équipes les mieux classées de chacun des deux groupes se sont retrouvées pour le tournoi final au sein d'un groupe unique dont les deux premiers étaient placés pour le tournoi olympique au terme d'une compétition à match unique entre chacun des adversaires. À l'issue de ces éliminatoires, le Brésil et le Chili se sont qualifiés, d'abord inscrits le Pérou et l'Argentine n'ont quant à eux finalement pas pris part à la compétition. La Bolivie et l'Uruguay n'ont pas désiré participer au tournoi.
Cette édition des Jeux fut marquée par le boycott d'une quinzaine de pays du bloc communiste, dont l'URSS, craignant pour leur sécurité mais également en réplique au boycott américain aux Jeux olympiques de Moscou quatre ans plus tôt. Plusieurs nations qualifiées à l'issue de ces éliminatoires ont ainsi cédé leur place et ont été remplacées par d'autres pays qui étaient normalement éliminés.

## Pays qualifiés
| Dates                   | Lieu     | Places | Qualifiés    |
| ----------------------- | -------- | ------ | ------------ |
| du 8 au 21 février 1984 | Équateur | 2      | Brésil Chili |

## Format des qualifications
Dans les phases de qualification en groupe disputées selon le système de championnat, en cas d’égalité de points de plusieurs équipes à l'issue de la dernière journée, les critères suivants sont appliqués dans l'ordre indiqué pour établir leur classement :

- Meilleure différence de buts,
- Plus grand nombre de buts marqués.

## Villes et stades
Le tournoi pré-olympique sud-américain s'est déroulé du 8 au 21 février 1984 à Guayaquil en Équateur.
| \| Guayaquil \| |
| Guayaquil       |

| Guayaquil |

## Tournoi qualificatif
À l'issue de ces éliminatoires, le Brésil et le Chili se sont qualifiés, d'abord inscrits le Pérou et l'Argentine n'ont quant à eux finalement pas pris part à la compétition. La Bolivie et l'Uruguay n'ont pas désiré participer au tournoi.

### Groupe 1
| Rang | Équipe   | Pts     | J       | G       | N       | P       | Bp      | Bc      | Diff    |  | Résultats (▼ dom., ► ext.) |  |     |     |
| ---- | -------- | ------- | ------- | ------- | ------- | ------- | ------- | ------- | ------- |  | -------------------------- |  | --- | --- |
| 1    | Équateur | 3       | 2       | 1       | 1       | 0       | 3       | 0       | +3      |  | Équateur                   |  | 0-0 | 3-0 |
| 2    | Brésil   | 3       | 2       | 1       | 1       | 0       | 2       | 1       | +1      |  | Brésil                     |  |     | 2-1 |
| 3    | Colombie | 0       | 2       | 0       | 0       | 2       | 1       | 5       | -4      |  | Colombie                   |  |     |     |
| -    | Pérou    | Forfait | Forfait | Forfait | Forfait | Forfait | Forfait | Forfait | Forfait |  |                            |  |     |     |

#### Détail des rencontres
| 1ère journée   | Équateur | 3 - 0   | Colombie | Estadio Modelo Guayaquil, Équateur |                                  |
| 8 février 1984 | Cuvi 40e 54e · Vega (it) 71e                                                                                                  | (1 - 0) | | Arbitrage : Jorge Eduardo Romero   | Arbitrage : Jorge Eduardo Romero |
| 8 février 1984 | Rodríguez - King, Armas (nl), Quiñónez, Cedeño - Vega (it) ( Arias), Cuvi, Vásquez (en) - Benítez ( Cajas), Valencia, Ordóñez | Équipes | Gómez - Polo, Grau, Riascos, Morales (es) - Pérez, Granados ( Pimentel), Valencia - Knight, Angulo, Bolívar ( Hernández) | Arbitrage : Jorge Eduardo Romero   | Arbitrage : Jorge Eduardo Romero |

| 2ème journée    | Brésil | 2 - 1   | Colombie | Estadio Modelo Guayaquil, Équateur                    |                                                       |
| 12 février 1984 | Riascos 23e (csc) · Dunga 76e | (1 - 1) | Pérez 37e | Spectateurs : 8 428 Arbitrage : Víctor Sergio Vásquez | Spectateurs : 8 428 Arbitrage : Víctor Sergio Vásquez |
| 12 février 1984 | Paulo Vítor - Édson, Davi, Leiz (it), Adalberto (en) - Moreno, Dunga, Mário Marques (nl) - Gersinho, Mirandinha ( 66e Marcus Vinícius), Renê Weber | Équipes | Gómez - Jaramillo, Grau 42e, Riascos, Morales (es) - Pérez ( 46e Pimentel), Granados, Valencia - Knight, Angulo 61e, Hernández ( Bolívar) | Spectateurs : 8 428 Arbitrage : Víctor Sergio Vásquez | Spectateurs : 8 428 Arbitrage : Víctor Sergio Vásquez |

| 3ème journée    | Équateur | 0 - 0   | Brésil | Estadio Modelo Guayaquil, Équateur                |                                                   |
| 15 février 1984 | | (0 - 0) | | Spectateurs : 45 000 Arbitrage : Gabriel González | Spectateurs : 45 000 Arbitrage : Gabriel González |
| 15 février 1984 | Rodríguez - King, Armas (nl), Quiñónez, Cedeño - Vega (it) ( Mendoza), Cuvi, Vásquez (en) - Cajas, Valencia ( Benítez), Ordóñez | Équipes | Paulo Vítor - Édson, Davi, Leiz (it), Adalberto (en) - Moreno ( Vitor), Dunga, Mário Marques (nl) - Gersinho ( Geraldo), Marcus Vinícius, Márcio Fernandes (en) | Spectateurs : 45 000 Arbitrage : Gabriel González | Spectateurs : 45 000 Arbitrage : Gabriel González |

### Groupe 2
| Rang | Équipe    | Pts     | J       | G       | N       | P       | Bp      | Bc      | Diff    |  | Résultats (▼ dom., ► ext.) |  |     |     |
| ---- | --------- | ------- | ------- | ------- | ------- | ------- | ------- | ------- | ------- |  | -------------------------- |  | --- | --- |
| 1    | Paraguay  | 3       | 2       | 1       | 1       | 0       | 4       | 0       | +4      |  | Paraguay                   |  | 0-0 | 4-0 |
| 2    | Chili     | 3       | 2       | 1       | 1       | 0       | 1       | 0       | +1      |  | Chili                      |  |     | 1-0 |
| 3    | Venezuela | 0       | 2       | 0       | 0       | 2       | 0       | 5       | -5      |  | Venezuela                  |  |     |     |
| -    | Argentine | Forfait | Forfait | Forfait | Forfait | Forfait | Forfait | Forfait | Forfait |  |                            |  |     |     |

#### Détail des rencontres
| 1ère journée   | Chili | 1 - 0   | Venezuela | Estadio Modelo Guayaquil, Équateur                      |                                                         |
| 8 février 1984 | Santis (en) 70e | (0 - 0) | | Spectateurs : 20 000 Arbitrage : Ernesto Filippi Cavani | Spectateurs : 20 000 Arbitrage : Ernesto Filippi Cavani |
| 8 février 1984 | Rojas - Ahumada (en), Astorga (en), Díaz, Droguett - Araya (es), Alegre 73e, Ugarte (en) ( 46e Valdez) - Salgado ( 67e Núñez (en)), Santis (en), Covarrubias (en) | Équipes | Baena - R. Torres (it), Aranguren 90e, Barboza, Betancourt (it) 45e - Rizzi (it), Añor ( 34e Flores), Urdaneta - Álvarez, Fusil, López ( 41e N. Torres) | Spectateurs : 20 000 Arbitrage : Ernesto Filippi Cavani | Spectateurs : 20 000 Arbitrage : Ernesto Filippi Cavani |

| 2ème journée    | Paraguay | 4 - 0   | Venezuela | Estadio Modelo Guayaquil, Équateur |                                  |
| 12 février 1984 | Jacquet 13e · B. Ferreira 73e · Saldivar 77e · Aquino 85e                                                                                                | (1 - 0) | | Arbitrage : Romualdo Arppi Filho   | Arbitrage : Romualdo Arppi Filho |
| 12 février 1984 | Rodríguez (es) - Morales, Pereira, Aquino, Jacquet - Chilavert ( 84e Olmedo (it)), Garay (it), Saldivar - L. Ferreira, B. Ferreira, Mendoza ( 59e Ramos) | Équipes | Baena - R. Torres (it), Vidal (en), Barboza, Urdaneta - Rizzi (it), N. Torres ( 51e Fusil), Olivares - Álvarez, López ( 51e Flores), Lobos | Arbitrage : Romualdo Arppi Filho   | Arbitrage : Romualdo Arppi Filho |

| 3ème journée    | Paraguay | 0 - 0   | Chili | Estadio Modelo Guayaquil, Équateur              |                                                 |
| 15 février 1984 | | (0 - 0) | | Spectateurs : 40 000 Arbitrage : Jorge Orellana | Spectateurs : 40 000 Arbitrage : Jorge Orellana |
| 15 février 1984 | Rodríguez (es) - Morales, Aquino, Pereira, Jacquet - Garay (it), Chilavert ( 75e Vera), Olmedo (it) - Mercado ( 81e Ramos), Ferreira, Mendoza 60e | Équipes | Rojas - Ahumada (en), Astorga (en), Díaz, Escobar - Lobos (en), Ugarte (en), Covarrubias (en) - Núñez (en) ( 79e Salgado), Santis (en) ( 41e Valdez), Osorio | Spectateurs : 40 000 Arbitrage : Jorge Orellana | Spectateurs : 40 000 Arbitrage : Jorge Orellana |

### Tournoi final
| Rang | Équipe   | Pts | J | G | N | P | Bp | Bc | Diff |  | Résultats (▼ dom., ► ext.) |  |     |     |     |
| ---- | -------- | --- | - | - | - | - | -- | -- | ---- |  | -------------------------- |  | --- | --- | --- |
| 1    | Brésil   | 6   | 3 | 3 | 0 | 0 | 7  | 2  | +5   |  | Brésil                     |  | 3-2 | 2-0 | 2-0 |
| 2    | Chili    | 2   | 3 | 1 | 0 | 2 | 6  | 6  | 0    |  | Chili                      |  |     | 2-3 | 2-0 |
| 3    | Paraguay | 2   | 3 | 1 | 0 | 2 | 5  | 7  | -2   |  | Paraguay                   |  |     |     | 2-3 |
| 4    | Équateur | 2   | 3 | 1 | 0 | 2 | 3  | 6  | -3   |  | Équateur                   |  |     |     |     |

#### Détail des rencontres
| 4ème journée    | Brésil | 2 - 0   | Paraguay | Estadio Modelo Guayaquil, Équateur                        |                                                           |
| 17 février 1984 | Mirandinha 22e 55e | (1 - 0) | | Spectateurs : 10 000 Arbitrage : Carlos Montalván Miranda | Spectateurs : 10 000 Arbitrage : Carlos Montalván Miranda |
| 17 février 1984 | Paulo Vítor - Édson, Leiz (it), Davi, Adalberto (en) - Vitor, Moreno ( 69e Renê Weber), Mário Marques (nl) - Geraldo, Mirandinha, Márcio Fernandes (en) 57e | Équipes | Rodríguez (es) - Morales, Pereira, Aquino ( 77e Caballero), Jacquet - Garay (it), Chilavert, Olmedo (it) - Mercado, B. Ferreira, L. Ferreira ( 46e Ramos) | Spectateurs : 10 000 Arbitrage : Carlos Montalván Miranda | Spectateurs : 10 000 Arbitrage : Carlos Montalván Miranda |

| 17 février 1984 | Chili                             | 2 - 0 | Équateur | Estadio Modelo Guayaquil, Équateur |                                  |
| | Covarrubias (en) 14e · Osorio 81e | (1 - 0) |          | Arbitrage : Jorge Eduardo Romero   | Arbitrage : Jorge Eduardo Romero |
| M. Rodríguez - Ahumada (en), Astorga (en), Díaz, Droguett - Araya (es), Alegre, Valdez - Núñez (en) ( Osorio), Salgado, Covarrubias (en) ( Escobar) | Équipes                           | I. Rodríguez - King ( Arias), Armas (nl), Quiñónez, Cedeño - Vega (it), Cuvi, Vásquez (en) - Cajas ( Benítez), Valencia, Ordóñez |          | Arbitrage : Jorge Eduardo Romero   | Arbitrage : Jorge Eduardo Romero |

| 5ème journée    | Chili | 2 - 3   | Paraguay | Estadio Modelo Guayaquil, Équateur |                                  |
| 19 février 1984 | Santis (en) 21e · Salgado 70e | (1 - 2) | Ramos 41e 86e · Ferreira 44e | Arbitrage : Jorge Antequera (it)   | Arbitrage : Jorge Antequera (it) |
| 19 février 1984 | M. Rodríguez - Ahumada (en), Astorga (en), Díaz, Droguett - Escobar, Alegre, Valdez ( 60e Ugarte (en) - Salgado, Santis (en) ( 46e Núñez (en)), Covarrubias (en) | Équipes | J. Rodríguez (es) - Morales, Caballero, Aquino, Jacquet - Garay (it), Chilavert ( 75e Olmedo (it)), Saldivar ( 83e Mercado) - Ramos, Ferreira, Mendoza | Arbitrage : Jorge Antequera (it)   | Arbitrage : Jorge Antequera (it) |

| 19 février 1984 | Brésil                       | 2 - 0 | Équateur | Estadio Modelo Guayaquil, Équateur                      |                                                         |
| | Dunga 15e · Vitor 86e (pen.) | (1 - 0) |          | Spectateurs : 10 428 Arbitrage : Ernesto Filippi Cavani | Spectateurs : 10 428 Arbitrage : Ernesto Filippi Cavani |
| Paulo Vítor - Édson, Davi, Ricardo Gomes, Adalberto (en) - Moreno ( Renê Weber), Dunga, Vitor - Geraldo, Mirandinha, Mário Marques (nl) ( Gersinho) | Équipes                      | Rodríguez - King ( Vega (it)), Armas (nl), Quiñónez, Cedeño - Mendoza, Cuvi, Vásquez (en) - Arias, Benítez, Cajas ( Ordóñez) |          | Spectateurs : 10 428 Arbitrage : Ernesto Filippi Cavani | Spectateurs : 10 428 Arbitrage : Ernesto Filippi Cavani |

| 6ème journée    | Brésil | 3 - 2   | Chili | Estadio Modelo Guayaquil, Équateur              |                                                 |
| 21 février 1984 | Vitor 25e 52e (pen.) · Gersinho 70e | (1 - 0) | Valdez 49e · Núñez (en) 66e | Spectateurs : 5 000 Arbitrage : Horacio Di Rosa | Spectateurs : 5 000 Arbitrage : Horacio Di Rosa |
| 21 février 1984 | Paulo Vítor - Édson 40e, Davi, Leiz (it), Adalberto (en) - Renê Weber, Vitor, Moreno - Geraldo, Marcus Vinícius ( 53e Jorginho), Márcio Fernandes (en) ( 66e Gersinho) | Équipes | Rodríguez - Ahumada (en), Astorga (en), Díaz, Droguett ( 61e Salgado) - Araya (es), Alegre, Valdez - Lobos (en) ( 46e Covarrubias (en)), Núñez (en), Osorio | Spectateurs : 5 000 Arbitrage : Horacio Di Rosa | Spectateurs : 5 000 Arbitrage : Horacio Di Rosa |

| 21 février 1984 | Paraguay      | 2 - 3 | Équateur                      | Estadio Modelo Guayaquil, Équateur                 |                                                    |
| | Ramos 26e 82e | (1 - 0) | Armas (nl) 71e 86e · Cuvi 81e | Spectateurs : 5 715 Arbitrage : Jesús Díaz Palacio | Spectateurs : 5 715 Arbitrage : Jesús Díaz Palacio |
| J. Rodríguez (es) - López, Caballero, Aquino, Jacquet - Chilavert ( Mercado), Garay (it), Saldivar - Ferreira ( Olmedo (it)), Ramos, Mendoza | Équipes       | I. Rodríguez - Arias, Armas (nl), Quiñónez, Bravo (nl) - Ocampo, Vega (it), Cuvi - Barahona ( Valencia), Benítez, Ordóñez |                               | Spectateurs : 5 715 Arbitrage : Jesús Díaz Palacio | Spectateurs : 5 715 Arbitrage : Jesús Díaz Palacio |